# بيير لومير
بيير لومير (بالفرنسية: Pierre-Étienne Lemaire)‏ (25 يناير 1991 تور فرنسا - ) هو لاعب كرة قدم فرنسي، يلعب كمدافع.

## مسيرته

### مسيرته مع الأندية
- 2011 - 2013 لعب مع نادي أنجيه 11 مباراة سجل خلالها هدف.
- 2013 - 2014 لعب مع Vendée Poiré-sur-Vie Football [الإنجليزية]‏ 22 مباراة.

## روابط خارجية
- بيير لومير على موقع رابطة كرة القدم الفرنسية للمحترفين (الإنجليزية)
- بيير لومير على موقع قاعدة بيانات كرة القدم.إي يو (الإنجليزية)
- بيير لومير على موقع Soccerway.com (الإنجليزية)